# Antoni Dilys
Antoni Dilys (ur. 19 marca 1923 w Nowych Święcianach na Wileńszczyźnie, zm. 11 stycznia 2019 w Wilnie) – polski ksiądz katolicki, więzień łagrów sowieckich.

## Życiorys
Pochodził z polsko-litewskiej rodziny. Był najstarszym z 3 rodzeństwa. Ojciec Litwin był zakrystianinem w kościele św. Edwarda w Nowych Święcianach. Matka była Polką, uczyła dzieci języka polskiego. W szkole był samotnikiem. Po ukończeniu gimnazjum wstąpił do wileńskiego seminarium duchownego.
Po 1945 Litwa z Wilnem została włączona do Związku Sowieckiego. W czerwcu 1946 przyjął święcenia kapłańskie. Już jako młody wikary był nachodzony przez litewską służbę bezpieczeństwa. Wieczorem dnia 26 listopada 1949 został aresztowany. Kazano mu spakować rzeczy, oddać broń, której nie posiadał, i zabrać ciepłe ubrania. Następnie przewieziono go ciężarówką do aresztu w Nowych Święcianach. Stamtąd trafił na pół roku do więzienia w Wilnie. Oskarżono go o podburzanie ludności, o namawianie do dezorganizacji powstających wówczas kołchozów. Ponadto rzekomo dzięki jego namowom jeden z parafian miał podpalić kołchozowy owies (pożar na polu rzeczywiście miał miejsce, ale ksiądz nie miał z tym nic wspólnego), a przy tym pojawił się „świadek”, twierdzący, że ksiądz pomagał miejscowym partyzantom. Ostatnim zarzutem było straszenie na ambonie piekłem – bezbożników i komsomolców. Bez sądu skazano go na 25 lat łagrów.
Już uwięziony odmawiał współpracy ze służbą bezpieczeństwa, za którą obiecywano wyjście na wolność. Najpierw przewieziono go do łagru w Karagandzie, na terenie dzisiejszego Kazachstanu. Pracował w tartaku. Mieszkał w baraku z 20 innymi więźniami. Oprócz niego było tam jeszcze 3 księży z Łotwy. Jeden z nich nauczył go odprawiania mszy w obozowych warunkach. Miał też miniaturkę obrazu Jezusa Miłosiernego – wizerunku objawionego św. Faustynie Kowalskiej. W paczkach otrzymywał małe hostie – ukryte w cukrze, albo mące. Jak pewnego razu odkryli to strażnicy, ksiądz im powiedział, że to ciasteczka – i oni uwierzyli. Msze odprawiał o świcie, albo w nocy przy stoliku.
Po śmierci Stalina zmniejszono mu wyrok do 10 lat. Przewieziono go do łagru – kopalni węgla w Workucie. Tam pracował na budowie i w łaźni. Więźniom dawano symboliczną zapłatę za ich pracę, można było wychodzić do miasta, do kina, na terenie obozu był sklep. Zezwalano na odwiedziny bliskich. W tym okresie odwiedziła go siostra. W 1956 zwolniono go z obozu i 23 sierpnia 1956 wrócił do Wilna. Tutaj przenoszono go z miejsca na miejsce – był proboszczem w 15 różnych parafiach. Najdłużej, bo 15 lat, był proboszczem w parafii św. Piotra i Pawła w Wilnie. W 1993 osobiście pobłogosławił go papież Jan Paweł II podczas pielgrzymki do Wilna.
W 2008 był rezydentem w parafii św. Ducha w Wilnie. Mały ołtarzyk, przy którym odprawiał msze w łagrze obecnie znajduje się w Litewskim Muzeum Historyczno-Etnograficznym.
Lilianna Narkowicz spisała jego wspomnienia zatytułowane Życie – to wielka tajemnica (Wydawnictwo Polskie w Wilnie – „Magazyn Wileński”).
W 2017 został odznaczony Królewskim Orderem Świętego Stanisława Biskupa i Męczennika.